# Leptostylus metallicus
Leptostylus metallicus är en skalbaggsart som beskrevs av Bates 1880. Leptostylus metallicus ingår i släktet Leptostylus och familjen långhorningar.
Artens utbredningsområde är Costa Rica. Inga underarter finns listade i Catalogue of Life.